# Ashley Graham (rugbista)
Ashley Graham (Cairns, Queensland, 4 de junio de 1984) es un ex rugbista profesional australiano de la Rugby League de los años 2000 y 2010. Jugó en la National Rugby League para los Parramatta Eels y los North Queensland Cowboys principalmente como ala exterior.

## Carrera de Rugby League
Graham jugó fútbol juvenil para Cairns Kangaroos , pero comenzó su carrera de primer grado en Sídney con los Parramatta Eels. Fue nombrado novato del año 2002 de Parramatta Eels.
Graham regresó al norte de Queensland para la temporada 2006 para fichar por los Cowboys. En 2007 Graham fue nombrado el jugador más mejorado de los Cowboys, después de una temporada en la que anotó 18 tries en 22 partidos. Graham fue nombrado decimoctavo hombre en el juego de origen II de Queenslands contra New South Wales Waratahs ese año.
En 2011, los Cowboys lo nombraron jugador de la temporada del club En agosto de 2011, Lelia McKinnon, periodista de NRL y Nine Network, nombró a Graham como el jugador más subestimado en el NRL, señalando la desproporción entre los 2702 metros ganados por su competencia y su artículo de Wikipedia de 34 palabras. Había liderado el NRL para los contadores más altos obtenidos por un defensor externo, la mayoría de los golpes y medidores promedio más altos con 139. También fue el anotador de mejores intentos de los Cowboys por tercera vez con 12. También estuvo cerca de representar a Queensland en el Estado de origen en 2011. Fue el máximo anotador de tries del club para la temporada (12) y lideró a sus compañeros de equipo en choques (417). Graham firmó con los Cowboys hasta la temporada 2012. Ashley Graham jugó su 100° juego de club para los Cowboys en 2011 y su 150° juego de NRL también en el mismo año.
A finales de junio de 2012, Graham anunció que había vuelto a firmar con los Cowboys por una temporada más, dándole la oportunidad de jugar su 200.º juego de primer grado. Durante la temporada 2012 de NRL, Graham lideró la competencia por tries anotados hasta que una lesión en la pierna sufrida en la ronda 19 lo puso al margen. En la ronda 23 Graham anotó tres tries contra los New Zealand Warriors. Al final de la temporada de local y visitante de 2012, Graham fue el máximo anotador del NRL con 21. Graham empató con Ben Barba de Canterbury para el premio, aunque Barba se convirtió en el mejor anotador tras las finales con 22 tries.
En las temporadas 2011 y 2012 Graham fue nombrado en el equipo académico del año de NRL.
En agosto de 2013, después de someterse a una cirugía de muñeca, Graham se vio obligado a retirarse anticipadamente. Deja el NRL con un total de 202 partidos de primer grado.
Graham comenzó a trabajar para los Cowboys como entrenador de fuerza y acondicionamiento para los menores de 20 años en 2014, un papel que todavía desempeña hoy.